# Vlado Janevski
Vlado Janevski (in macedone Владо Јаневски?; Skopje, 27 novembre 1960) è un cantante macedone, rappresentante della Macedonia all'Eurovision Song Contest 1998 con il brano Ne zori, zoro.

## Biografia
Nato nella città vecchia della capitale macedone, si è laureato in Lingua e letteratura inglese all'Università dei Santi Cirilli e Metodio di Skopje e parla fluentemente inglese, italiano, russo e tedesco. Tra gli anni '70 e i primi anni '90 è stato membro di vari complessi musicali, come i Tost Sendvič, i Bon-Tori, i Fotomodel e i Lastovica.
Nel 1992 ha avviato la sua carriera da solista con la sua partecipazione a Jugovizija, il processo di selezione jugoslavo per l'Eurovision, dove ha cantato Hiljadu snova piazzandosi 11º su 20 partecipanti. Il suo album di debutto Parče duša è uscito l'anno successivo.
Il 7 marzo 1998 ha partecipato allo Skopje Fest, rassegna musicale macedone che è funta da selezione per l'Eurovision Song Contest 1998, con il brano Ne zori, zoro. Il televoto, utilizzato per la prima volta nella storia del festival, l'ha dichiarato vincitore. Alla finale dell'Eurovision, che si è tenuta il successivo 9 maggio a Birmingham, si è classificato al 19º posto su 25 partecipanti con 16 punti totalizzati.

## Discografia

### Album in studio
- 1993 – Parče duša
- 1996 – Daleku e neboto
- 2002 – Ima nešto posilno od sè
- 2004 – Vakov ili takov
- 2006 – Povtorno se zaljubuvam vo tebe

### Raccolte
- 1996 – Sè najdobro
- 1996 – Za najmladite

### Singoli
- 1994 – Domašna rabota (con Igor Džambazov)
- 1998 – Ne zori, zoro/Somebody Stop the Dawn